# Eduardo Sánchez Lamadrid
Eduardo Sánchez Lamadrid (Navalmoral de la Mata, Extremadura, España, 21 de junio de 2005), más conocido como Edu Sánchez, es un futbolista español que juega en la demarcación de lateral izquierdo en el F. C. Barcelona Atlètic.

## Trayectoria
Empezó formándose en la Escuela Morala de fútbol, en su localidad natal. Con 15 años, se incorporó a las categorías inferiores del C. D. Diocesano y en 2021, el C. D. Badajoz lo fichó para su equipo juvenil en División de Honor.
Con 17 años debuta con el primer equipo en Primera Federación, el 1 de octubre de 2022, ante el Racing de Ferrol. Más tarde logró hacerse con un hueco en el once titular llegando a jugar 20 partidos con el Badajoz en la temporada 2022-23.
El 10 de agosto de 2023, el F. C. Barcelona Atlètic anuncia la llegada del jugador extremeño firmando hasta 2025. El 22 de enero de 2025, el club catalán lo cede a la A. D. Mérida de la Primera Federación hasta final de temporada.

## Selección nacional
Ha sido internacional con la selección española sub-18 en dos ocasiones, ambos encuentros amistosos. Debutó el 18 de abril de 2023 ante Suiza.

## Estadísticas

### Clubes
Actualizado al último partido disputado el 9 de junio de 2025.
| Club                             | Div.          | Temporada     | Liga  | Liga  | Liga   | Copas nacionales | Copas nacionales | Copas nacionales | Copas internacionales | Copas internacionales | Copas internacionales | Total | Total | Total  |
| Club                             | Div.          | Temporada     | Part. | Goles | Asist. | Part.            | Goles            | Asist.           | Part.                 | Goles                 | Asist.                | Part. | Goles | Asist. |
| -------------------------------- | ------------- | ------------- | ----- | ----- | ------ | ---------------- | ---------------- | ---------------- | --------------------- | --------------------- | --------------------- | ----- | ----- | ------ |
| C. D. Badajoz · España           | 1.ª F         | 2022-23       | 20    | 0     | 0      | 0                | 0                | 0                | ―                     | ―                     | ―                     | 20    | 0     | 0      |
| C. D. Badajoz · España           | Total club    | Total club    | 20    | 0     | 0      | 0                | 0                | 0                | 0                     | 0                     | 0                     | 20    | 0     | 0      |
| F. C. Barcelona Atlètic · España | 1.ª F         | 2023-24       | 1     | 0     | 0      | ―                | ―                | ―                | ―                     | ―                     | ―                     | 1     | 0     | 0      |
| F. C. Barcelona Atlètic · España | 1.ª F         | 2024-25       | 6     | 0     | 0      | ―                | ―                | ―                | ―                     | ―                     | ―                     | 6     | 0     | 0      |
| F. C. Barcelona Atlètic · España | Total club    | Total club    | 7     | 0     | 0      | 0                | 0                | 0                | 0                     | 0                     | 0                     | 7     | 0     | 0      |
| A. D. Mérida · España            | 1.ª F         | 2024-25       | 4     | 0     | 0      | 0                | 0                | 0                | ―                     | ―                     | ―                     | 4     | 0     | 0      |
| A. D. Mérida · España            | Total club    | Total club    | 4     | 0     | 0      | 0                | 0                | 0                | 0                     | 0                     | 0                     | 4     | 0     | 0      |
| Total carrera                    | Total carrera | Total carrera | 31    | 0     | 0      | 0                | 0                | 0                | 0                     | 0                     | 0                     | 31    | 0     | 0      |